# Uçmag
Uçmag (auch genannt Uçmag, Uçmak, Ocmah, Uçmah) ist der Himmel der türkischen Mythologie des Tengrismus. Das Gegenstück ist Tamag. Die Seelen der guten Menschen wandern nach dem Tod dorthin.

## Beschreibung
In der türkischen und mongolischen Mythologie ähnelt der Himmel der Erde. Da die Seele des toten Menschen in den Himmel fliegt, wird sie zum Beispiel in die Gestalt eines Vogels oder eines von Ülgen gesandten Geistes verwandelt. Da das türkische Wort (uç) fliegen bedeutet, diente dieses Wort ab dem elften Jahrhundert dazu, diese besondere Region des Jenseits zu bezeichnen.